# بیلی چارلتون
بیلی چارلتون (انگلیسی: Billy Charlton; ۱۰ اکتبر ۱۹۰۰ – ۲۰ ژوئن ۱۹۸۱) بازیکن فوتبال اهل بریتانیا بود.
از باشگاه‌هایی که در آن بازی کرده‌است می‌توان به باشگاه فوتبال وورکینگتون ای. اف. سی، باشگاه فوتبال ترانمره راورز، باشگاه فوتبال نیوپورت کانتی، باشگاه فوتبال ساوت شیلدز، باشگاه فوتبال وستهام یونایتد، و باشگاه فوتبال کاردیف سیتی اشاره کرد.